# 小行星4910
小行星4910（英語：4910 Kawasato）是一颗围绕太阳公转的小行星。1953年8月11日，卡尔·威廉·雷睦斯在海德堡发现了此天体。
这颗小行星的绝对星等为154.7584878258472等。